# Shaquille Goodwin
William Shaquille „Shaq” Goodwin (ur. 1 września 1994 w Decatur) – amerykański koszykarz, występujący na pozycjach silnego skrzydłowego lub środkowego.
W 2011 zdobył brązowy medal, podczas turnieju Adidas Nations.
W 2012 wystąpił w meczach gwiazd amerykańskich szkół średnich – McDonald’s All-American i All-American Championship.
W 2016 reprezentował Memphis Grizzlies, podczas rozgrywek letniej ligi NBA.
6 stycznia 2021 dołączył do GTK Gliwice. Po podpisaniu umowy zaprzestał kontaktu z klubem i pomimo zakupionego biletu lotniczego nie zdecydował się na przylot do Polski.

## Osiągnięcia
Stan na 14 stycznia 2021, na podstawie, o ile nie zaznaczono inaczej.
NCAA
- Uczestnik turnieju:
  - NCAA (2013, 2014)
  - Portsmouth Invitational Tournament (2016)
- Mistrz:
  - turnieju konferencji American Athletic (AAC – 2013)
  - sezonu regularnego AAC (2013)
- MVP turnieju:
  - Orlando Classic (2014)
  - Old Spice Classic (2013)
- Zaliczony do:
  - I składu:
    - AAC (2016)
    - najlepszych pierwszorocznych zawodników konferencji USA (2013)
    - turnieju:
      - Orlando Classic (2014)
      - Old Spice Classic (2013)

  - II składu AAC (2014)
- Lider konferencji AAC w liczbie celnych (157) i oddanych (216) rzutów (2016)[6]

Drużynowe
- Zdobywca Superpucharu Cypru (2016)

Reprezentacja
- Mistrz Ameryki U–18 (2012)